# Antraknoza traw
Antraknoza traw – grzybowa choroba traw wywołana przez Colletotrichum graminicola i Microdochium bolleyi.

## Objawy
Choroba ta występuje na obszarze całej Polski. Najczęściej pojawia się w okresach długotrwałej deszczowej pogody lub w okresach pogody niekorzystnej dla roślin: wysokiej lub niskiej temperatury. Z daleka obszar występowania tej choroby wygląda jak uschnięty trawnik. Pierwszymi objawami są czerwono-brązowe plamki na liściu, które z czasem rozprzestrzeniają się na cały liść. Porażone liście obumierają i stają się żółtobrązowe. Można na nich dostrzec drobne, czarne owocniki grzybów. Takie same owocniki pojawiają się też w węzłach krzewienia.
Choroba najczęściej pojawia się na trawnikach osłabionych, przesuszonych oraz z niedostateczną ilością substancji odżywczych. Duże znaczenie ma rodzaj podłoża – choroba pojawia się głównie na trawnikach o zwartej glebie i małej infiltracji podłoża. Do występowania antraknozy przyczynia się także niska zawartość potasu i fosforu. Znaczenie ma też skład gatunkowy traw, antraknoza najszybciej atakuje trawniki, w których dominuje mietlica rozłogowa i wiechlina roczna.

## Ochrona
Aby nie dopuścić do powstania choroby ważny jest sposób podlewania trawnika. Nie należy dopuścić do jego przesuszenia, ale nadmierne codzienne zraszanie też nie jest prawidłowe, sprzyja bowiem rozwojowi grzybów. Lepszym rozwiązaniem jest podlewanie rzadsze, ale obfite, tak, by woda dotarła do głębszych warstw gleby. Gdy choroba już objęła trawnik, największe znaczenie ma szybkie podjęcie działań mających zatrzymać rozprzestrzenianie się jej. Przy niedużym natężeniu choroby należy wykonać zabieg aeracji (napowietrzenia) trawnika mający na celu poprawę warunków powietrzno-wodnych w górnej jego warstwie. Następnie trawnik należy zasilić zbilansowanym nawozem o zwiększonej zawartości fosforu i potasu względem azotu.
W celu sprawdzenia zagęszczenia trawnika stosuje się narzędzia zwane penetrometrami. Do badania infiltracji podłoża stosuje się infiltrometry terenowe.